# Rio Vide
Rio Vide (auch Rio de Vide) ist eine Ortschaft und ehemalige Gemeinde in Portugal.

## Geschichte
Der Ortsname geht auf den Fluss Rio Torto zurück, dem im Mittelalter gesundheitsfördernde Kräfte zugeschrieben wurden und daher Fluss des Lebens oder lebenspendender Fluss genannt wurde (von port. Vida=Leben). Die Gründung einer hiesigen Leprastation 1210 entsprach dem Willen Königs Sancho I. und begünstigte die Entwicklung des Ortes, der bereits 1201 erste Stadtrechte erhalten hatte. 1385 bestätigte König D. João I. die Stadtrechte.
Bis 1839 gehörte die Gemeinde Rio Vide zum Kreis von Lousã. 1840 wurde sie dem Kreis Semide angegliedert, bis zu dessen Auflösung 1853. Seither war Rio Vide eine Gemeinde des Kreises Miranda do Corvo, bis sie 2013 im Zuge der Gebietsreform in Portugal aufgelöst und mit Semide zu einer neuen Gemeinde zusammengeschlossen wurde.

## Verwaltung
Rio Vide war eine Gemeinde (Freguesia) im Kreis (Concelho) von Miranda do Corvo. Am 30. Juni 2011 hatte die Gemeinde 815 Einwohner auf einer Fläche von 11,2 km².
Folgende Ortschaften liegen im Gebiet der ehemaligen Gemeinde:
- Casal das Cortes
- Casal do Fato
- Casal de Paiva
- Moinho do Meio
- Pedreira
- Pisão de Gaiate
- Póvoa
- Rio de Vide
- Vale da Silva
- Vidual
- Cheira de Vidual

Im Zuge der administrativen Neuordnung in Portugal wurde die Gemeinde Rio Vide am 29. September 2013 aufgelöst und mit Semide zur neuen Gemeinde União das Freguesias de Semide e Rio Vide zusammengeschlossen. Sitz der neuen Gemeinde wurde Semide, während die ehemalige Gemeindeverwaltung von Rio Vide als Bürgerbüro bestehen blieb.